# Second Sighting
Second Sighting war das zweite und letzte Studioalbum der US-amerikanischen Hardrock-Band Frehley’s Comet. Es ist das einzige Album der Band, auf dem Jamie Oldaker Schlagzeug spielt.

## Entstehungsgeschichte
Als Februar 1988 die EP Live + 1 erschienen war, die dem Zweck gedient hatte, das Interesse an der Band wachzuhalten, befand sich die Gruppe bereits im Studio, um an ihrem nächsten Studioalbum zu arbeiten. In dieser Zeit war es vor allem für Ace Frehley ein Problem, sich mit der notwendigen Geschwindigkeit am Songwriting für Second Sighting zu beteiligen – ihm fehlte die musikalische Vision, um festzulegen, wie es mit der Gruppe in Zukunft weitergehen sollte. Er konnte zum Album nur einen einzigen Titel, nämlich Juvenile Delinquent, selbst beisteuern, bei den übrigen unter seiner Mitwirkung entstandenen Songs handelte es sich entweder um Überarbeitungen von Material anderer Bandmitglieder oder um Coverversionen, zu denen Frehley durch marginale Textänderungen beitrug.
Durch diese passive Haltung ihres Bandleaders änderte sich die musikalische Ausrichtung der Gruppe. Sie entfernte sich vom für Frehley typischen kernigen Hardrock hin zu etwas leichterem Material. Die Aufgabe, der Gruppe eine Richtung vorzugeben, fiel an Tod Howarth, der vier Titel alleine und einen weiteren zusammen mit John Regan schrieb und für alle diese Titel auch den Leadgesang aufnahm.
Das Album enthält eine Coverversion des Songs Dancin' With Danger, den die kanadische Gruppe Streetheart 1983 auf ihrem Album Dancing With Danger veröffentlicht hatte, das bei Boardwalk Records erschienen war. Frehley's Manager George Sewitt hatte den Titel einige Jahre vor der Aufnahme durch Frehley's Comet entdeckt und für passend befunden. Für Second Sighting schrieb Frehley Teile des Textes zusammen mit Dana Strum, dem Bassisten der Band Vinnie Vincent Invasion, um. War der Text bei Streetheart noch deutlich erkennbar auf Drogen bezogen („Shady dealers open up their door, always free until you need some more“), so wurden diese Hinweise für die neue Version durch die Zeile „Screamin' sirens cryin' in your ear, Flashin' red lights burnin' in the mirror“ ersetzt.
Der Titel It's Over now war 1986 von Tod Howarth ursprünglich für Cheap Trick geschrieben worden, die jedoch kein Interesse daran hatten, ihn aufzunehmen. Da Frehley nicht im Studio war, als die Band den Song aufnahme, spielte Howarth neben der Rhythmus- auch die Leadgitarre, um Frehley später zeigen zu können, wie er sich den Song vorstellte. Frehley hörte sich die Aufnahme an und entschied, dass der Gitarrenpart in Ordnung sei, wodurch dies der einzige Song des Albums ist, auf dem Frehley nicht als Leadgitarrist zu hören ist.

## Veröffentlichung
Second Sighting erschien am 17. Mai 1988; das Cover zeigte eine von der NASA veröffentlichte Aufnahme der Erde, in der linken oberen Ecke das Bandlogo und rechts oben die Worte Second Sighting. Als Single wurde der von Frehley gesungene Titel Insane veröffentlicht. Als zweite Single erschien It's Over now; beiden Veröffentlichungen gelang es nicht, die Charts zu erreichen. Für diese Titel wurden Videoclips veröffentlicht, außerdem wurde ein Musikvideo für das Lied Fallen Angel produziert, jedoch nicht veröffentlicht. Second Sighting erreichte Platz 81 der Billboard 200, konnte sich aber nur sieben Wochen in den Charts halten.
In den Monaten nach der Veröffentlichung tourte die Band unter anderem als Vorgruppe von Iron Maiden. Das letzte Konzert von Frehley's Comet fand am 2. August 1988 in New Orleans statt, kurz darauf verließ Howarth die Band, wenig später ging auch Jamie Oldaker. Ab Mitte 1989 wurde der Name Frehley's Comet nicht mehr benutzt und die Band, zu der nun wieder Richie Scarlett (Rhythmusgitarre) und Sandy Slavin (Schlagzeug) gehörten, wurde nur noch Ace Frehley Band genannt.

## Rezeption
Rock Hard vergab 7,5 Punkte und schrieb:

„Leider wird "Second Sighting" den hohen Ansprüchen, die ich an das Album geknüpft hatte, nur bedingt gerecht Im Gegensatz zum Debüt hat der Altmeister nämlich einiges von seiner Urwüchsigkeit und Gradlinigkeit eingebüßt. Mitverantwortlich für diese Entwicklung dürfte wohl die Tatsache sein, daß Tod Howarth mehr und mehr die Gesangsparts übernimmt und so einige Stücke zu sehr ins AOR-Lager abdriften ('Time Ain't Runnin' Out', 'Loser In A Fight'). Zwar sind diese flotten Ohrwürmer beileibe nicht schlecht, aber mir gefällt die Band besser, wenn ich die charismatische Stimme von Ace und seine markanten Gitarrenlicks höre. "Second Sighting" ist ein überdurchschnittliches Album geworden, aber aufgrund des etwas unausgegoren wirkenden Stils der Gruppe sind nicht mehr als 7,5 Punkte drin.“

Metal Hammer meinte:

„Der dritte Start von Space Aces Raumkreuzer ist problematisch. Im Gegensatz zum süperben Debüt und der gelungenen Live + One-EP schlingert Second Sighting schon in der zweiten Phase des Abhebens und hält den Kurs nur dann, wenn Ace gesanglich das Kommando übernimmt. Allgemein ist das Songwriting nicht mehr von der Klasse alter Comet-Kompositionen. Man sucht beispielsweise vergebens nach einem Rock Soldiers (dem Hammer des Erstlings Frehley's Comet) oder einem Into The Night. Der gute, von Ace gesungene Opener Insane täuscht dabei zunächst über diese Tatsache hinweg, aber spätestens bei Time Ain’t Running Out, auf dem Tod Howarth die Vocals übernimmt, macht es sich überdeutlich bemerkbar: ein beträchtlicher Teil des Potentials der Band scheint schon mit der zweiten Langrille ausgeschöpft. Zwar ist keiner der Tracks richtig schlecht, aber auch keiner richtig gut. Von Insane abgesehen, plätschert der Rest zunächst an einem vorbei, ohne daß etwas hängenbleibt. Mehrmaliges Hören ist Pflicht, will man der Scheibe Gutes abgewinnen. Hat man sich dann einige Male durch die zehn Songs gekämpft, ändert sich das Bild zum Positiven und die Legende Frehley rettet sich mit Ach und Krach auf fünf Punkte. Wenn die Formkurve aber weiterhin nach unten zeigt, scheint die Bruchlandung mit dem nächsten Album vorprogrammiert...“

Auch das Magazin Musikexpress schrieb wenig beeindruckt über das Album:

„Armer Ace. War man nach Frehley's Comet von 1987 noch gewillt, dem früheren Kiss-Gitarristen und seiner neuen Truppe größeren Kredit einzuräumen, so ist's mit der Schonzeit jetzt vorbei. Die Karten müssen auf den Tisch. Doch genau damit tun sich die Vier erstaunlich schwer. Gewiß, das Material der zehn Songs ist auf den ersten Blick nicht von schlechten Eltern. Ace und Co. zeigen, daß sie sich im Genre des chartsorientierten Heavy Rocks durchaus sicher zu bewegen wissen. Größtes Manko: Das Strickmuster der Songs verrät ständig Parallelen; die Kompositionen klemmen hinten und vorn, ähneln einander bisweilen bis aufs Riff. Unterm Strich entpuppen sich die Amerikaner als durchschnittliche Heavy Rocker ohne Fortune.“

## Titelliste
1. Insane (Gesang: Ace Frehley; Text und Musik: Ace Frehley, Gene Moore) – 3:45
2. Time Ain't Runnin' Out (Gesang: Tod Howarth; Text und Musik: Tod Howarth) – 3:52
3. Dancin' With Danger (Gesang: Ace Frehley; Text und Musik: Ace Frehley, Dana Strum, Spencer Proffer, Streatheart) – 3:25
4. It's Over now (Gesang: Tod Howarth; Text und Musik: Tod Howarth) – 4:39
5. Loser in a Fight (Gesang: Tod Howarth; Text und Musik: Tod Howarth, John Regan) – 4:33
6. Juvenile Delinquent (Gesang: Ace Frehley; Text und Musik: Ace Frehley) – 5:13
7. Fallen Angel (Gesang: Tod Howarth; Text und Musik: Tod Howarth) – 3:44
8. Separate (Gesang: Ace Frehley; Text und Musik: Ace Frehley, John Regan) – 4:56
9. New Kind of Lover (Gesang: Tod Howarth; Text und Musik: Tod Howarth) – 3:14
10. The Acorn is Spinning (Instrumental; Musik: Ace Frehley, John Regan) – 4:02